# K-30W 천호
K-30W 천호는 대한민국의 차륜형 대공포이다.

## 개요
천호는 50년가량 운용 중인 20mm 견인대공포 '벌컨포'을 교체하기 위해 개발한 대공무기로 2021년부터 군단 관할 지역에 실전배치 하기위해 방위사업청과 한화에어로스페이스는 8442억원 규모의 2차 양산계약(계약기한 2026년 12월 30일)도 체결하고 본격적인 양산에 들어간다.

## 재원
- 분당 발사량: 1200발(단발, 5발, 10발, 20발 발사가능).
- 유효사거리: 3km.
- 사용 가능한 탄약: 고폭소이탄(HEI), 고폭소이 예광탄(HEI-T), 전방분산탄(AHEAD).
- 최고시속: 90km.
- EOTS 탑재로 주·야간 자동추적 및 정밀사격 가능.

## 활용
2024년 8월 20일 오후 서울 송파구 올림픽공원에서 대테러 종합훈련에 차륜형 대공포 '천호'를 이용해 미상 드론을 무력화 시범을 보였다.

## 같이 보기
- 현궁
- 게파르트
- M167 발칸
- KCB 30mm포
- 20mm 견인대공포(사거리 1.8km)